# 더 레몬 트위그스
더 레몬 트위그스(The Lemon Twigs)는 미국 롱아일랜드 힉스빌 출신 팝, 록 밴드이다. 멤버 네 명 모두 힉스빌 고등학교 동문이며, 브라이언과 마이클은 형제이다.

## 음반 목록
- Do Hollywood (2016)